# 루이지애나 대학교 라피엣
루이지애나 대학교 라피엣(University of Louisiana at Lafayette, ULL) 또는 루이지애나대학교 라피엣캠퍼스는 미국 루이지애나주 라피엣에 위치한 공립 연구형 대학이다. 9개 캠퍼스 루이지애나 대학교 시스템 내에서 등록 학생 수가 가장 많은 학교이다.
1898년 산업학교로서 설립된 이 교육기관은 21세기에 4년제 대학교로 승격되었으며 1999년 현재의 교명으로 변경되었다.